# Międzyborów
Międzyborów (prononciation : [mjɛnd͡zɨˈbɔruf]) est un village polonais de la gmina de Jaktorów dans le powiat de Grodzisk Mazowiecki de la voïvodie de Mazovie dans le centre-est de la Pologne.
Il se situe à environ 3 kilomètres au sud-ouest de Jaktorów (siège de la gmina), 10 kilomètres au sud-ouest de Grodzisk Mazowiecki (siège du powiat) et à 38 kilomètres au sud-ouest de Varsovie (capitale de la Pologne).
Le village possède approximativement une population de 1 200 habitants en 2006.

## Histoire
De 1975 à 1998, le village appartenait administrativement à la voïvodie de Skierniewice.